# Saint-Saturnin-du-Limet
Saint-Saturnin-du-Limet là một xã của tỉnh Mayenne, thuộc vùng Pays de la Loire, tây bắc nước Pháp.